# Gomphina maorum
Gomphina maorum är en musselart som beskrevs av E.A. Smith 1902. Gomphina maorum ingår i släktet Gomphina och familjen venusmusslor. Inga underarter finns listade i Catalogue of Life.